# 串本海中公園
串本海中公園（くしもとかいちゅうこうえん）は和歌山県東牟婁郡串本町有田1157番地にある海域公園（旧称：海中公園）で、吉野熊野国立公園内に位置する。株式会社串本海中公園センターが管理運営している。

## 概要
1970年（昭和45年）7月に日本で最初の海中公園として指定された区域である。公園内には、その海を直接的・間接的に鑑賞するための施設が設置されている。
1977年（昭和52年）4月17日には、第28回全国植樹祭のために来県した天皇、皇后の行幸先の一つとなった。
串本町は温帯気候であるが、海中は暖流の影響で熱帯・亜熱帯の世界が広がる。また、この海中公園一帯は世界最北のテーブルサンゴ（クシハダミドリイシ）およびオオナガレハナサンゴの群生地であり、稀少な種類のサンゴも棲息する貴重な海域であることが報告され、ラムサール条約に登録されている。
なお、かつては名鉄グループに属したが、近年赤字が続いたため2005年（平成17年）に殆どの株式を所有する名古屋鉄道からリゾート会社の鈴木商会（旧・鈴木総本社）に譲渡された。

## 施設
水族館
1971年開業。

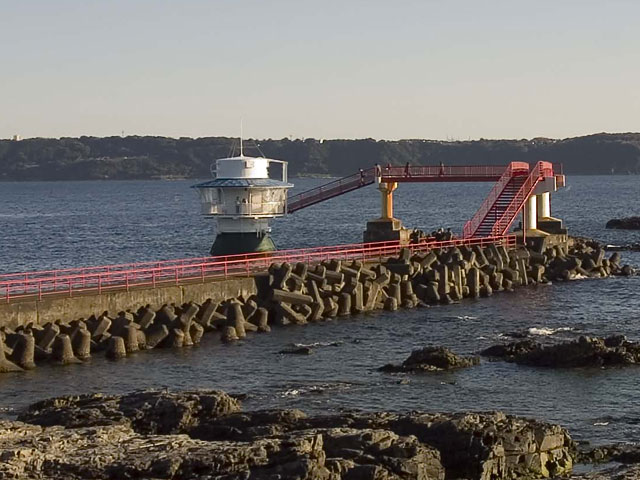
海中展望台と連絡橋

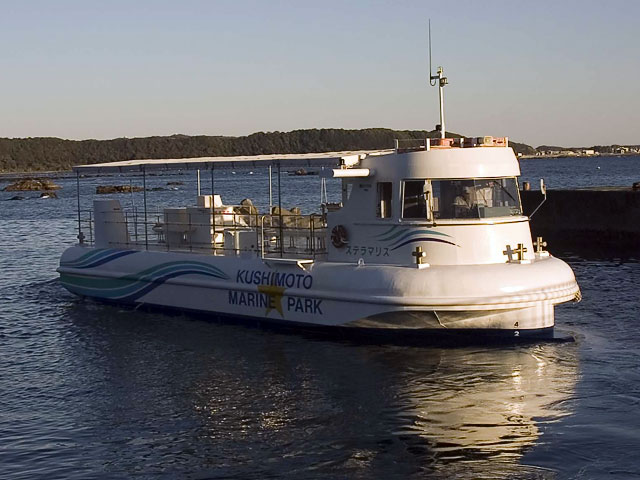
海中観光船「ステラマリス」

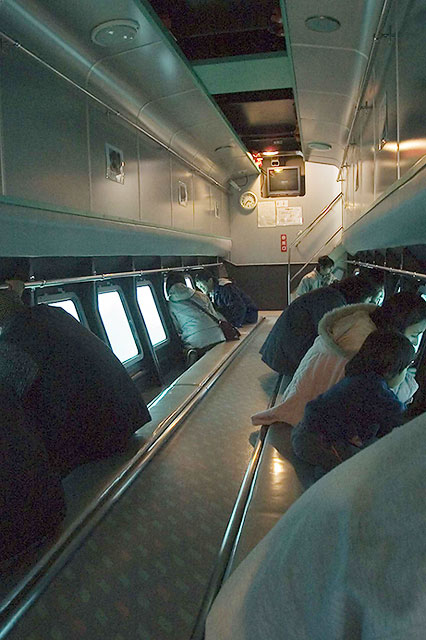
海中観光船「ステラマリス」船内

- 水中トンネル式大水槽 - 長さ24.0m、幅2.5m、足元まで透明のアクリル製チューブ式水中トンネル は1988年、日本で2番目に造られたものである。トンネルが通る水量1250tの大水槽は開館当初1988年当時国内最大だった。この水槽内には串本町近海に泳ぐサメやエイや養殖個体のクロマグロ等が飼育されている。
- 串本の海 大水槽 - 串本の海中景観を再現した水槽
- トピックス水槽
- 海のハーモニー
- ウミガメ水槽 - 世界初となるアカウミガメの人工繁殖成功により繁殖賞を受賞

海中展望塔
1971年1月開業。串本町の沖140m、全高14m、水深6.3mの海を鑑賞するための施設。栄螺堂のように二重螺旋階段構造になっており、出口と入り口の階段がある。紺碧の海を泳ぐ熱帯・亜熱帯の魚や珊瑚をガラス越しに観ることができる。海中の魚は餌付けされており、ほぼ常に魚の姿を見ることができる。特にメジナ（グレ）は日本ではここだけが餌付けを行っている。
海中観光船「ステラマリス」
1999年就航。旅客定員：59名、全長：16.8m、全幅：5.0m、総トン数：19t、速力：9ノット。
- 半潜水型海中観光船で、水面下にある展望室座席の大型窓から熱帯魚やテーブルサンゴなど海中の景観を鑑賞できる。30分おきに出航し、海中展望塔付近までを往復する（約15分）。

海中公園レストラン
1971年開業、席数：550席、営業時間：9時から15時
- 眼下に太平洋を望むことができる大規模なレストラン。

錆浦海中公園研究所
1969年設立。周辺海域にある珊瑚群集や干潟などの生態系保存のための調査研究を行う施設。
串本ダイビングパーク
1989年開園。
- 教室 - ダイビング、ホエールウォッチング、トローリング、ルアーフィッシング
- 施設 - フロント、プロショップ、レストラン

## 建築概要
- 敷地面積 - 20,458.27m2
- 延床面積 - 4,771.12m2

（水族館2,844.26m2、付帯施設1,258.72m2、ダイビングパーク668.14m2）
- 総水量 - （水族館）1,876t
- 所在地 - 〒649-3514 和歌山県東牟婁郡串本町有田1157番地

## 白いアカウミガメ
白いアカウミガメに「カプルン」（1984年 - 2013年11月16日）がいた。静岡県御前崎市の砂浜産まれのメス。甲長85センチ、体重100キロ。カプルンは突然変異で甲羅以外はほぼ真っ白な個体であった。
2008年ごろに兵庫県姫路市立水族館から2頭の白いアカウミガメとして移送された。白いアカウミガメの飼育は日本国内唯一である。カプルンは皮膚が弱いため注意深く育てるも、2013年夏の終わりごろから食欲がなくなり死亡した。もう1頭の白いアカウミガメは2012年に死亡した。世界で2匹だけの珍しい白いウミガメとして来場者の人気を集めた。

## 交通
- JR西日本紀勢本線（きのくに線） 串本駅から無料送迎バス、または串本町コミュニティバスで約15分、海中公園前バス停下車、徒歩すぐ（最寄駅としては同線紀伊有田駅）。

## 周辺情報
- 潮岬燈台
- 樫野埼燈台
- トルコ記念館
- 串本応挙芦雪館
- 海金剛